# Elise Lasser
Pour les articles homonymes, voir Lasser.
Elise Lasser, née le 14 avril 2000, est une athlète belge spécialisée dans les courses de sprint.

## Biographie
Elise Lasser est affiliée au  VITA Atletiekclub.

## Palmarès
- 2016 : Championnats d'Europe d'athlétisme de moins de 18 ans à Tbilissi : 4e en 55 s 35.
- 2017 : Championnats de Belgique d'athlétisme 2017 : 400 mètres : championne de Belgique en 53 s 24.